# Божидар Данев
Божидар Данев е български икономист и стопански деец, ръководител на Българската стопанска камара от 1993 до 2018 г.

## Биография
Роден е на 5 ноември 1939 г. в София. Починал на 28 май 2018 г.
Завършва с отличие висшето си образование в Техническия университет в София през 1965 г., след което постъпва на работа в Институт по кибернетика при Българската академия на науките. Получава награда на БАН “най-добра научна разработка” и ньационална награда “научна разработка с най-голям икономически ефект”. Защитава дисертация в областта на управлението на социално-икономически системи. Хабилитира се като старши научен сътрудник. Две години провежда следдокторска специализация в Университета в Хановер (Германия) по управление на системи. Чете лекции във ФРГ, Швейцария, Италия, САЩ, Великобритания и др. 
След завръщането си в България, през 1980 г. постъпва на работа в Българската индустриална стопанска асоциация (БИСА, днес - БСК) като експерт в направление “Икономически анализи”. Последователно заема длъжностите старши експерт, ръководител направление, директор, заместник-председател.
През 1987 г. е назначен и за зам.-председател на Централния кооперативен съюз (ЦКС) по финансовите въпроси. В системата въвежда политика по изграждане на МСП, реформира валутната практика, въвежда пазарни принципи при управление на самостоятелните единици.
През 1989 г. напуска ЦКС и работи основно като като заместник-председател на БИСА, където ръководи направленията Икономически анализи, Приватизация и инвестиции, Промишлено развитие. Участва пряко в разработването и приемането на нормативната база за приватизация, в подготовката и провеждането на приватизацията на голям брой предприятия и стопански обекти. 
За периода 1991-1997 г. е и главен изпълнителен директор на Софийската фондова борса. През 1993 г. е избран за председател на БСК. Включва се в развитието на социалния диалог в страната. Активно работи в областта на трудово-правните отношения, реформите в пенсионното дело, колективното договаряне и т.н. През 2004 и през 2006 г. е зам.-председател на Националния съвет за тристранно сътрудничество.
Основен двигател е по учредяването на Смесения консултативен комитет Европейски съюз – България и е негов съпредседател от българска страна в периода 1999 - 2004 г. 
През 2006 г. е избран за зам.-председател на Икономическия и социален съвет на Р България и на Националния съвет за тристранно сътрудничество, член на Европейския икономически и социален комитет (EESC) и ръководител от българска страна на работната група по Лисабонската стратегия към EESC. Представлява България в Комитета по социален диалог към Европейската комисия.  
До 2010 г. Божидар Данев е член на УС на Българската академия на науките и зам.-председател на Настоятелството на Нов български университет.  
От 1995 г. до 2008 г. е изпълнителен директор и член на Съвета на директорите на най-голямата лизингова компания в България “Интерлийз” АД. В момента е член на Съвета на директорите на “Солвей Соди” АД, Индустриален холдинг “България”. Бил е член на Съвета на директорите на ПОК “Доверие” и др.
На 15 февруари 2011 г. Божидар Данев е избран за изпълнителен председател на БСК. Бил е член на Управителния съвет на европейския проект за професионална мобилност ESCO от февруари 2011 г. до юни 2018 г.
Божидар Данев има над 100 научни публикации в наши и чуждестранни издания и три монографични публикации. 